# دولت أباد (تيران وكرون)
دولت أباد هي قرية في مقاطعة تيران وكرون، إيران. عدد سكان هذه القرية هو 1,931 في سنة 2006.